# Кафиева, Маргарита Сергеевна
Маргарита Сергеевна Кафиева (30 июля 1899, Тифлис — 27 февраля 1973, Москва) — работник Центральной студии документальных фильмов (ЦСДФ), директор съёмочных групп.

## Биография
Родилась в 30 июля 1899 году в Тифлисе, Тифлисская губерния, Российская империя.
В 1918—1926 годах работала в Тифлисе на различных административных должностях: конторщица нотариальной конторы, казначей-счетовод Совета профсоюзов Грузинской ССР, секретарь месткома консерватории.
С 1926 по 1929 годах в Москве — секретарь тарифно-экономического отдела Союза работников искусств.
С июля 1931 годах — работник «Союзкинохроники»: ответственный секретарь правления, секретарь центрального аппарата, с 1932 года — директор съемочной группы.
В годы Великой Отечественной войны занимала руководящие должности во фронтовых киногруппах, в качестве директора киногруппы принимала участие в создании киножурнала «На защиту родной Москвы», документального фильма «Берлинская конференция» о встрече лидеров «большой тройки», в съемках исторического Парада Победы на Красной площади 24 июня 1945 года.
Награждена медалями «За оборону Москвы» (1944), «За доблестный труд в Великой Отечественной войне» (1945)
После войны и до 1960 годов — директор съемочной группы Центральной студии документальных фильмов (ЦСДФ). Член Союза кинематографистов СССР с 1959 года.

## Фильмография
Директор съёмочных групп ряда документальных фильмов, в том числе:
- 1934 — Челюскинцы
- 1936 — 1-е Мая в Москве
- 1938 — Праздник сталинских соколов
- 1938 — Папанинцы
- 1945 — Парад Победы
- 1945 — Берлинская конференция